# Misti Dawn
Pour les articles homonymes, voir Dawn.
Misti Dawn, née le 11 février 1986 à Henderson dans le Kentucky, est une actrice de films pornographiques, mannequine d'alt porn et stripteaseuse américaine.

## Filmographie
| Années | Titres                                 | Rôles | Notes |
| ------ | -------------------------------------- | ----- | ----- |
| 2009   | P.O.V. Punx 3                          |       |       |
|        | LA Pink: A XX Porn Parody              |       |       |
|        | Friends Don't Let Friends Fuck Alone 2 |       |       |
|        | Girls Girls Girls 2                    |       |       |
|        | Belladonna: Hell's Belles              |       |       |
| 2010   | Hole in the Wall                       |       |       |
|        | An Orgy of Exes                        |       |       |
|        | Tits 'N Tats 3                         |       |       |
| 2011   | Jessie vs. Misti                       |       |       |
|        | Official Revenge of the Nerds Parody   |       |       |
|        | Interracial Candy Stripers             |       |       |
|        | Caught from Behind                     |       |       |
|        | Geek Girls - The Gamers                |       |       |
|        | Ink'd 2                                |       |       |
|        | Tosh Porn Oh                           |       |       |
|        | Tattooed Chicks                        |       |       |
|        | The Death and Return of Superman       |       |       |
| 2012   | Book of 1000 Deaths                    |       |       |
|        | Super Power Beat Down                  |       |       |
|        | Girls With Ink                         |       |       |